# Powerscourt
Wodospad Powerscourt (irl. Eas Chúirt an Phaoraigh) – najwyższy wodospad w Irlandii, położony w hrabstwie Wicklow niedaleko Enniskerry. Pobliska dolina jak i sam wodospad leży w pobliżu góry Djouce oraz Great Sugar Loaf i należy do dworu Powerscourt.